# 2022-es Formula–1 São Pauló-i nagydíj
A São Paulo-i nagydíj a 2022-es Formula–1 világbajnokság huszonegyedik futama volt, amelyet 2022. november 11. és november 13. között rendeztek meg az Autódromo José Carlos Pace versenypályán, São Paulóban.

## Választható keverékek
| Abroncs              | Friss | Használt |
| -------------------- | ----- | -------- |
| Kemény keverék (C2)  |       |          |
| Közepes keverék (C3) |       |          |
| Lágy keverék (C4)    |       |          |
| Átmeneti esőgumi (I) |       |          |
| Teljes esőgumi (W)   |       |          |

## Szabadedzések

### Első szabadedzés
A São Pauló-i nagydíj első szabadedzését november 11-én, pénteken délután tartották, magyar idő szerint 16:30-tól.
| helyezés | versenyző        | csapat/motor          | elért idő | különbség | futott kör |
| -------- | ---------------- | --------------------- | --------- | --------- | ---------- |
| 1        | Sergio Pérez     | Red Bull-RBPT         | 1:11,853  | −         | 29         |
| 2        | Charles Leclerc  | Ferrari               | 1:11,857  | +0,004    | 31         |
| 3        | Max Verstappen   | Red Bull-RBPT         | 1:11,861  | +0,008    | 28         |
| 4        | Carlos Sainz Jr. | Ferrari               | 1:12,039  | +0,186    | 30         |
| 5        | Lewis Hamilton   | Mercedes              | 1:12,040  | +0,187    | 25         |
| 6        | George Russell   | Mercedes              | 1:12,055  | +0,202    | 24         |
| 7        | Sebastian Vettel | Aston Martin-Mercedes | 1:12,157  | +0,304    | 30         |
| 8        | Mick Schumacher  | Haas-Ferrari          | 1:12,314  | +0,461    | 27         |
| 9        | Valtteri Bottas  | Alfa Romeo-Ferrari    | 1:12,466  | +0,613    | 31         |
| 10       | Pierre Gasly     | AlphaTauri-RBPT       | 1:12,467  | +0,614    | 32         |
| 11       | Fernando Alonso  | Alpine-Renault        | 1:12,554  | +0,701    | 25         |
| 12       | Alexander Albon  | Williams-Mercedes     | 1:12,633  | +0,780    | 29         |
| 13       | Esteban Ocon     | Alpine-Renault        | 1:12,705  | +0,852    | 30         |
| 14       | Lance Stroll     | Aston Martin-Mercedes | 1:12,759  | +0,906    | 16         |
| 15       | Lando Norris     | McLaren-Mercedes      | 1:12,955  | +1,102    | 28         |
| 16       | Kevin Magnussen  | Haas-Ferrari          | 1:12,997  | +1,144    | 25         |
| 17       | Nicholas Latifi  | Williams-Mercedes     | 1:13,019  | +1,166    | 32         |
| 18       | Csou Kuan-jü     | Alfa Romeo-Ferrari    | 1:13,115  | +1,262    | 30         |
| 19       | Cunoda Júki      | AlphaTauri-RBPT       | 1:13,347  | +1,494    | 32         |
| 20       | Daniel Ricciardo | McLaren-Mercedes      | 1:13,359  | +1,506    | 28         |

### Második szabadedzés
A São Pauló-i nagydíj második szabadedzését november 12-én, szombaton délután tartották, magyar idő szerint 16:30-tól.
| helyezés | versenyző        | csapat/motor          | elért idő | különbség | futott kör |
| -------- | ---------------- | --------------------- | --------- | --------- | ---------- |
| 1        | Esteban Ocon     | Alpine-Renault        | 1:14,604  | −         | 28         |
| 2        | Sergio Pérez     | Red Bull-RBPT         | 1:14,788  | +0,184    | 36         |
| 3        | George Russell   | Mercedes              | 1:14,916  | +0,312    | 31         |
| 4        | Fernando Alonso  | Alpine-Renault        | 1:15,049  | +0,445    | 29         |
| 5        | Max Verstappen   | Red Bull-RBPT         | 1:15,098  | +0,494    | 30         |
| 6        | Lewis Hamilton   | Mercedes              | 1:15,137  | +0,533    | 33         |
| 7        | Pierre Gasly     | AlphaTauri-RBPT       | 1:15,636  | +1,032    | 32         |
| 8        | Mick Schumacher  | Haas-Ferrari          | 1:15,684  | +1,080    | 40         |
| 9        | Kevin Magnussen  | Haas-Ferrari          | 1:15,815  | +1,211    | 38         |
| 10       | Lando Norris     | McLaren-Mercedes      | 1:15,851  | +1,247    | 25         |
| 11       | Carlos Sainz Jr. | Ferrari               | 1:15,856  | +1,252    | 38         |
| 12       | Cunoda Júki      | AlphaTauri-RBPT       | 1:15,865  | +1,261    | 32         |
| 13       | Charles Leclerc  | Ferrari               | 1:15,868  | +1,264    | 37         |
| 14       | Daniel Ricciardo | McLaren-Mercedes      | 1:15,994  | +1,390    | 28         |
| 15       | Valtteri Bottas  | Alfa Romeo-Ferrari    | 1:16,047  | +1,443    | 34         |
| 16       | Nicholas Latifi  | Williams-Mercedes     | 1:16,181  | +1,577    | 34         |
| 17       | Lance Stroll     | Aston Martin-Mercedes | 1:16,263  | +1,659    | 43         |
| 18       | Sebastian Vettel | Aston Martin-Mercedes | 1:16,400  | +1,796    | 44         |
| 19       | Csou Kuan-jü     | Alfa Romeo-Ferrari    | 1:16,468  | +1,864    | 37         |
| 20       | Logan Sargeant   | Williams-Mercedes     | 1:16,480  | +1,876    | 28         |

## Időmérő edzés
A São Pauló-i nagydíj kvalifikációját november 11-én, pénteken délután tartották, magyar idő szerint 20:00-tól.
| helyezés              | rajtszám | versenyző        | csapat/motor          | 1. rész  | 2. rész  | 3. rész    | rajthely | futott kör |
| --------------------- | -------- | ---------------- | --------------------- | -------- | -------- | ---------- | -------- | ---------- |
| 1                     | 20       | Kevin Magnussen  | Haas-Ferrari          | 1:13,954 | 1:11,410 | 1:11,674   | 1        | 26         |
| 2                     | 1        | Max Verstappen   | Red Bull-RBPT         | 1:13,625 | 1:10,881 | 1:11,877   | 2        | 23         |
| 3                     | 63       | George Russell   | Mercedes              | 1:14,427 | 1:11,318 | 1:12,059   | 3        | 24         |
| 4                     | 4        | Lando Norris     | McLaren-Mercedes      | 1:13,106 | 1:11,377 | 1:12,263   | 4        | 25         |
| 5                     | 55       | Carlos Sainz Jr. | Ferrari               | 1:14,680 | 1:10,890 | 1:12,357   | 5        | 24         |
| 6                     | 31       | Esteban Ocon     | Alpine-Renault        | 1:14,663 | 1:11,587 | 1:12,425   | 6        | 22         |
| 7                     | 14       | Fernando Alonso  | Alpine-Renault        | 1:13,542 | 1:11,394 | 1:12,504   | 7        | 21         |
| 8                     | 44       | Lewis Hamilton   | Mercedes              | 1:13,403 | 1:11,539 | 1:12,611   | 8        | 25         |
| 9                     | 11       | Sergio Pérez     | Red Bull-RBPT         | 1:13,613 | 1:11,456 | 1:15,601   | 9        | 26         |
| 10                    | 16       | Charles Leclerc  | Ferrari               | 1:14,486 | 1:10,950 | idő nélkül | 10       | 25         |
| 11                    | 23       | Alexander Albon  | Williams-Mercedes     | 1:14,324 | 1:11,631 |            | 11       | 21         |
| 12                    | 10       | Pierre Gasly     | AlphaTauri-RBPT       | 1:14,371 | 1:11,675 |            | 12       | 24         |
| 13                    | 5        | Sebastian Vettel | Aston Martin-Mercedes | 1:13,597 | 1:11,678 |            | 13       | 23         |
| 14                    | 3        | Daniel Ricciardo | McLaren-Mercedes      | 1:14,931 | 1:12,140 |            | 14       | 21         |
| 15                    | 18       | Lance Stroll     | Aston Martin-Mercedes | 1:14,398 | 1:12,210 |            | 15       | 24         |
| 16                    | 6        | Nicholas Latifi  | Williams-Mercedes     | 1:15,095 |          |            | 16       | 13         |
| 17                    | 24       | Csou Kuan-jü     | Alfa Romeo-Ferrari    | 1:15,197 |          |            | 17       | 12         |
| 18                    | 77       | Valtteri Bottas  | Alfa Romeo-Ferrari    | 1:15,486 |          |            | 18       | 13         |
| 19                    | 22       | Cunoda Júki      | AlphaTauri-RBPT       | 1:16,264 |          |            | 19       | 12         |
| 20                    | 47       | Mick Schumacher  | Haas-Ferrari          | 1:16,361 |          |            | 20       | 12         |
| 107%-os idő: 1:18,223 |          |                  |                       |          |          |            |          |            |

## Sprintkvalifikáció
A São Pauló-i  sprintkvalifikációja november 12-én, szombaton rajtolt, magyar idő szerint 20:30-kor.
| helyezés | rajtszám | versenyző           | csapat/motor          | futott kör | idő/kiesés oka   | rajthely | pont |
| -------- | -------- | ------------------- | --------------------- | ---------- | ---------------- | -------- | ---- |
| 1        | 63       | George Russell      | Mercedes              | 24         | 30:11,307        | 3        | 8    |
| 2        | 55       | Carlos Sainz Jr.[a] | Ferrari               | 24         | +3,995           | 5        | 7    |
| 3        | 44       | Lewis Hamilton      | Mercedes              | 24         | +4,492           | 8        | 6    |
| 4        | 1        | Max Verstappen      | Red Bull-RBPT         | 24         | +10,494          | 2        | 5    |
| 5        | 11       | Sergio Pérez        | Red Bull-RBPT         | 24         | +11,855          | 9        | 4    |
| 6        | 16       | Charles Leclerc     | Ferrari               | 24         | +13,133          | 10       | 3    |
| 7        | 4        | Lando Norris        | McLaren-Mercedes      | 24         | +25,624          | 4        | 2    |
| 8        | 20       | Kevin Magnussen     | Haas-Ferrari          | 24         | +28,768          | 1        | 1    |
| 9        | 5        | Sebastian Vettel    | Aston Martin-Mercedes | 24         | +30,218          | 13       |      |
| 10       | 10       | Pierre Gasly        | AlphaTauri-RBPT       | 24         | +34,170          | 12       |      |
| 11       | 3        | Daniel Ricciardo    | McLaren-Mercedes      | 24         | +39,395          | 14       |      |
| 12       | 47       | Mick Schumacher     | Haas-Ferrari          | 24         | +41,159          | 20       |      |
| 13       | 24       | Csou Kuan-jü        | Alfa Romeo-Ferrari    | 24         | +41,763          | 17       |      |
| 14       | 77       | Valtteri Bottas     | Alfa Romeo-Ferrari    | 24         | +42,338          | 18       |      |
| 15       | 22       | Cunoda Júki[b]      | AlphaTauri-RBPT       | 24         | +50,306          | 15       |      |
| 16       | 18       | Lance Stroll        | Aston Martin-Mercedes | 24         | +50,700[c]       | 15       |      |
| 17       | 31       | Esteban Ocon        | Alpine-Renault        | 24         | +51,756          | 6        |      |
| 18       | 14       | Fernando Alonso     | Alpine-Renault        | 24         | +53,985[d]       | 7        |      |
| 19       | 6        | Nicholas Latifi     | Williams-Mercedes     | 24         | +1:16,850        | 16       |      |
| 20       | 23       | Alexander Albon     | Williams-Mercedes     | 12         | baleseti sérülés | 11       |      |

Megjegyzések:
- ↑ a:  Carlos Sainz Jr. 5 rajthelyes büntetést kapott, mert túllépte az erőforrás-egységeket kvótáját.[3]
- ↑ b:  Cunoda Júki eredetileg a 15. helyről kezdte volna a vasárnapi futamot, de mivel új első és hátsó szárnyat szereltek fel az autójára, ezért a boxutcából kellett rajtolnia.[4]
- ↑ c:  Lance Stroll eredetileg a 12. helyen ért célba, de utólag 10 másodperces időbüntetést kapott a Sebastian Vettellel történt ütközése miatt.[5]
- ↑ d:  Fernando Alonso eredetileg a 15. helyen ért célba, de utólag 5 másodperces időbüntetést kapott az Esteban Oconnel történt ütközése miatt.[6]

## Futam
A São Pauló-i futama november 13-án, vasárnap rajtolt, magyar idő szerint 19:00-kor.
| helyezés | rajtszám | versenyző        | csapat/motor          | futott kör | idő/kiesés oka | rajthely | pont  |
| -------- | -------- | ---------------- | --------------------- | ---------- | -------------- | -------- | ----- |
| 1        | 63       | George Russell   | Mercedes              | 71         | 1:38:34,044    | 1        | 26[a] |
| 2        | 44       | Lewis Hamilton   | Mercedes              | 71         | +1,529         | 2        | 18    |
| 3        | 55       | Carlos Sainz Jr. | Ferrari               | 71         | +4,051         | 7        | 15    |
| 4        | 16       | Charles Leclerc  | Ferrari               | 71         | +8,441         | 5        | 13    |
| 5        | 14       | Fernando Alonso  | Alpine-Renault        | 71         | +9,561         | 17       | 10    |
| 6        | 1        | Max Verstappen   | Red Bull-RBPT         | 71         | +10,056        | 3        | 8     |
| 7        | 11       | Sergio Pérez     | Red Bull-RBPT         | 71         | +14,080        | 4        | 6     |
| 8        | 31       | Esteban Ocon     | Alpine-Renault        | 71         | +18,690        | 16       | 4     |
| 9        | 77       | Valtteri Bottas  | Alfa Romeo-Ferrari    | 71         | +22,552        | 14       | 2     |
| 10       | 18       | Lance Stroll     | Aston Martin-Mercedes | 71         | +23,552        | 15       | 1     |
| 11       | 5        | Sebastian Vettel | Aston Martin-Mercedes | 71         | +26,183        | 9        |       |
| 12       | 24       | Csou Kuan-jü     | Alfa Romeo-Ferrari    | 71         | +29,325        | 13       |       |
| 13       | 47       | Mick Schumacher  | Haas-Ferrari          | 71         | +29,899        | 12       |       |
| 14       | 10       | Pierre Gasly     | AlphaTauri-RBPT       | 71         | +31,860[b]     | 10       |       |
| 15       | 23       | Alexander Albon  | Williams-Mercedes     | 71         | +36,016        | 19       |       |
| 16       | 6        | Nicholas Latifi  | Williams-Mercedes     | 71         | +37,038        | 18       |       |
| 17       | 22       | Cunoda Júki      | AlphaTauri-RBPT       | 70         | +1 kör         | boxutca  |       |
| Ki       | 4        | Lando Norris     | McLaren-Mercedes      | 50         | sebességváltó  | 6        |       |
| Ki       | 20       | Kevin Magnussen  | Haas-Ferrari          | 0          | baleset        | 8        |       |
| Ki       | 3        | Daniel Ricciardo | McLaren-Mercedes      | 0          | baleset        | 11       |       |

Megjegyzések:
- ↑ a:  George Russell a helyezéséért járó pontok mellett a versenyben futott leggyorsabb körért további 1 pontot szerzett.
- ↑ b:  Pierre Gasly a 12. helyen végzett, de 5 másodperces időbüntetést kapott a boxutcában való gyorshajtásért.

## A világbajnokság állása a verseny után
| H   | Versenyzők       | Pont | H   | Konstruktőrök         | Pont |
| --- | ---------------- | ---- | --- | --------------------- | ---- |
| 1.  | Max Verstappen   | 429  | 1.  | Red Bull-RBPT         | 719  |
| 2.  | Charles Leclerc  | 290  | 2.  | Ferrari               | 524  |
| 3.  | Sergio Pérez     | 290  | 3.  | Mercedes              | 505  |
| 4.  | George Russell   | 265  | 4.  | Alpine-Renault        | 167  |
| 5.  | Lewis Hamilton   | 240  | 5.  | McLaren-Mercedes      | 148  |
| 6.  | Carlos Sainz Jr. | 234  | 6.  | Alfa Romeo-Ferrari    | 55   |
| 7.  | Lando Norris     | 113  | 7.  | Aston Martin-Mercedes | 50   |
| 8.  | Esteban Ocon     | 86   | 8.  | Haas-Ferrari          | 37   |
| 9.  | Fernando Alonso  | 81   | 9.  | AlphaTauri-RBPT       | 35   |
| 10. | Valtteri Bottas  | 49   | 10. | Williams-Mercedes     | 8    |

(A teljes táblázat)

## Statisztikák
- Vezető helyen:
  - George Russell: 66 kör (1-24 és 30-71)
  - Lewis Hamilton: 5 kör (25-29)
- Kevin Magnussen 1. pole-pozíciója.
  - Kevin Magnussen lett az első dán nemzetiségű Formula–1-es versenyző, aki pole pozícióból indulhatott, valamint 106. pole-pozíciósa.[7]
  - Dánia a 24. ország, mely Formula–1-es rajtelsőséggel rendelkezik.[8]
- George Russell 1. futamgyőzelme és 5. versenyben futott leggyorsabb köre.
  - George Russell ezzel a Forma-1 történetének 79. futamgyőztese lett.[9]
- George Russell 9., Lewis Hamilton 191.,  Carlos Sainz Jr. 15. dobogós helyezése.
- Haas 1. pole-pozíciója.
- A Mercedes 125. futamgyőzelme.
- A Renault, mint motorszállító 700. futama.
- A Mercedes 100. leggyorsabb köre.